# لمور
لمورها گروه ویژه‌ای از نخستی‌سانان هستند که تنها در ماداگاسکار و جزایر کومورو یافت می‌شوند. بیش از ۶۰ گونه لمور وجود دارد که ۱۷ گونه از آن در فهرست گونه‌های در معرض خطر قرار گرفته‌است. آن‌ها جانورانی اجتماعی هستند. آن‌ها دست و پایی دراز، پنجه‌ها و انگشتانی انعطاف‌پذیر و پوزه‌ای بلند دارند.
امروزه بزرگ‌ترین خطر برای لمورها از دست دادن زیستگاه است زیرا انسان‌ها جنگل‌های بومی آن‌ها را برای ساخت مزرعه از بین می‌برند.

## تشریح فیزیکی
لمور یک نوع نخستی است یعنی از وابستگان انسان و میمون‌های بی دم می‌باشد ولی این را هرگز از ظاهر آن‌ها نمی‌توانید متوجه شوید. انواع بسیار متفاوتی از لمورها وجود دارد اکثر آن‌ها پوزه‌ای بلند و نوک تیز دارند که به حس بویایی قدرتمند آن‌ها کمک می‌کند. هر نوع از لمورها بسیار متفاوت به نظر می‌رسد. آن‌ها رنگ‌های متفاوتی از قهوه‌ای مایل به سرخ تا خاکستری تیره دارند و در تمام اندازه‌ها یافت می‌شوند. کوچک‌ترین لمور، لمور موشی کوتوله است و تنها ۶۰ گرم وزن دارد اما بزرگ‌ترین لمورها یعنی ایندری و لمورهای سیفاکا به اندازهٔ یک گربه هستند.

## ارتباطات
لمورها از حس بویایی برای برقراری ارتباط با یکدیگر استفاده می‌کنند. این نخستی‌ها بر روی پای خود غده‌های عطری دارند که رایحه‌ای خاص در سطحی که لمور از آن عبور می‌کند باقی می‌گذارد. اگر لمور دیگری از آنجا عبور کند با استشمام آن رایحه متوجه می‌شود که لمور دیگری قبلاً آنجا بوده‌است. لمورها دم پر پشت و بلندی دارند که آن را در هوا نگاه می‌دارند و به آن موج می‌دهند که این کار به نوبهٔ خود روش دیگری برای برقراری ارتباط به‌شمار می‌رود. این دم بزرگ همچنین به لمور این امکان را می‌دهد که در هنگام پرش از درختی به درخت دیگر بتواند تعادل خود را حفظ کند.

## عادت‌ها
اکثر لمورها درخت‌زی هستند و بیشتر وقت خود را بر روی درختان و بوته‌ها سپری می‌کنند. آن‌ها قدرت زیادی برای آویزان شدن از شاخه‌ها دارند. فقط لمور دم حلقه‌ای بیشتر وقت خود را بر روی زمین می‌گذراند. معمولاً لمورهایی که در روز بیدار و فعال هستند به صورت گروهی زندگی می‌کنند. آن‌ها برای برقراری ارتباط با یکدیگر علاوه بر رایحه و دم از ایجاد سر و صدا نیز بهره می‌برند. لمورهای شب زی که در شب فعال هستند. میل دارند تنها زندگی کنند.

## ناحیه و محل سکونت
همهٔ لمورها تنها در ماداگاسکار (جزیره‌ای در کرانهٔ آفریقا) و جزایر کومورو یافت می‌شوند. اما لمورها در این جزایر در مناطق مختلفی زندگی می‌کنند. برخی از آن‌ها در جنگل‌های بارانی مرطوب زندگی می‌کنند در حالی که برخی دیگر در مناطق بیابانی و خشک به سر می‌برند.

## تولید مثل
وقتی یک لمور متولد می‌شود تا زمانی که بتواند روی پای خود بایستد توسط مادرش حمل می‌شود. اکثر لمورها به مدت ۱۸ سال عمر می‌کنند.

## عادت غذایی
عادت غذایی لمورها معمولاً گیاهخواری است. غذای آن‌ها شامل برگ‌ها و میوه‌ها می‌شود با این حال گاه گاهی از حشرات و حیوانات کوچک‌تر نیز تغذیه می‌کنند.

## وضعیت
در بین ۵۰ گونهٔ متفاوت لمورها، ۱۰ گونه از آن‌ها به‌طور بحرانی در خطر هستند، ۷ گونه در خطر و ۱۹ گونه آسیب‌پذیر تشخیص داده شده‌اند.

## حفاظت و بوم‌شناسی
لمورها نقش مهمی را در بوم‌شناسی ماداگاسکار و جزایر کومورو بازی می‌کنند زیرا آن‌ها با خوردن میوه‌ها موجب پراکنده شدن دانه‌ها می‌شوند. این دانه‌ها می‌توانند به شکل گیاهان جدید رشد کنند و این بسیار مهم است زیرا جنگل‌های ماداگاسکار در سطح وسیعی نابود شده‌است.
لمورها به شدت در خطر هستند زیرا محل سکونت آن‌ها در حال نابودی است. مردم ماداگاسکار درختان جنگل را برای تهیهٔ هیزم و افزایش محصولات کشاورزی در آن محل قطع می‌کنند. در واقع ۸۰ در صد از زیستگاه‌های طبیعی لمورها نابود شده‌است. لمورها اگرچه خودشان به پراکنده شدن دانه‌ها ورشد گیاهان جدید کمک می‌کنند اما انسان‌هایی که جنگل‌ها را قطع می‌کنند نمی‌توانند آن‌ها را تحمل کنند.
جمعیت لمورها همچنین از طریق شکار آسیب دیده‌است. خوشبختانه همهٔ انواع لمورها به وسیلهٔ CITES محافطت شده‌اند. این سازمان شکار لمورها را جز برای تحقیقات علمی و نگهداری در باغ وحش غیرقانونی اعلام کرده‌است. این قوانین به خوبی اجرا شده‌اند و لمورها برای مدت زیادی در مرکز تلاش‌های حفاظتی قرار داشته‌اند.
اگرچه لمورها در گذشته برای مدت زیادی شکار نشده‌اند ولی هنوز بقای آن‌ها در خطر است.